# Casal familiar al carrer Vilaclosa, 7
La Casal familiar al carrer Vilaclosa, 7 és una obra de Maials (Segrià) inclosa a l'Inventari del Patrimoni Arquitectònic de Catalunya.

## Descripció
Habitatge en cantonera de planta baixa i dos pisos, amb façana conservada bastant purament. Construcció senzilla de finals de l'edat mitjana. Es creu que originàriament aquest immoble formava part del Palau Residència.